# فرانز جوزيف أنتوني
فرانز جوزيف أنتوني (بالألمانية: Franz Joseph Antony)‏ هو ملحن ألماني، ولد في 1790 في مونستر في ألمانيا، وتوفي بنفس المكان في 1837.